# Цзіньчжун
Цзіньчжун (кит. спр. 晋中市, піньїнь: Jìnzhōng Shì) — місто-округ в центральнокитайській провінції Шаньсі. 

## Географія
Цзіньчжун розташовується на сході центральної частини провінції.

### Клімат
Місто знаходиться у зоні, котра характеризується вологим континентальним кліматом зі спекотним літом. Найтепліший місяць — липень із середньою температурою 23 °C (73.4 °F). Найхолодніший місяць — січень, із середньою температурою -5.9 °С (21.4 °F).
| Клімат Цзіньчжуна (район Юйци) | Клімат Цзіньчжуна (район Юйци) | Клімат Цзіньчжуна (район Юйци) | Клімат Цзіньчжуна (район Юйци) | Клімат Цзіньчжуна (район Юйци) | Клімат Цзіньчжуна (район Юйци) | Клімат Цзіньчжуна (район Юйци) | Клімат Цзіньчжуна (район Юйци) | Клімат Цзіньчжуна (район Юйци) | Клімат Цзіньчжуна (район Юйци) | Клімат Цзіньчжуна (район Юйци) | Клімат Цзіньчжуна (район Юйци) | Клімат Цзіньчжуна (район Юйци) | Клімат Цзіньчжуна (район Юйци) |
| Показник                       | Січ.                           | Лют.                           | Бер.                           | Квіт.                          | Трав.                          | Черв.                          | Лип.                           | Серп.                          | Вер.                           | Жовт.                          | Лист.                          | Груд.                          | Рік                            |
| Середній максимум, °C          | 0,1                            | 2,9                            | 9,5                            | 17,3                           | 23,7                           | 26,9                           | 27,5                           | 26,1                           | 21,4                           | 15,9                           | 7,7                            | 1,2                            | 15                             |
| Середня температура, °C        | −5,9                           | −2,9                           | 3,8                            | 11,2                           | 17,3                           | 21,1                           | 23                             | 21,8                           | 16,2                           | 10,3                           | 2,6                            | −4,4                           | 9,5                            |
| Середній мінімум, °C           | −13,3                          | −10,1                          | −3,7                           | 3,2                            | 9,2                            | 13,5                           | 16,8                           | 15,6                           | 9,4                            | 2,9                            | −4,3                           | −11,2                          | 2,3                            |
| Норма опадів, мм               | 3.5                            | 6.2                            | 12.8                           | 23.2                           | 34.6                           | 64.6                           | 127.7                          | 122.5                          | 65.2                           | 31.8                           | 12.9                           | 3.5                            | 508.5                          |
| Днів з опадами                 | 2,4                            | 3,4                            | 4,4                            | 5,8                            | 6,3                            | 9,8                            | 14,6                           | 13,3                           | 10,5                           | 6,9                            | 4,4                            | 1,8                            | 83,6                           |
| Вологість повітря, %           | 48.7                           | 48.6                           | 48.9                           | 47.2                           | 49.8                           | 55                             | 70.4                           | 73.3                           | 69.4                           | 64.5                           | 60.4                           | 55.3                           | 57.6                           |
| ------------------------------ | ------------------------------ | ------------------------------ | ------------------------------ | ------------------------------ | ------------------------------ | ------------------------------ | ------------------------------ | ------------------------------ | ------------------------------ | ------------------------------ | ------------------------------ | ------------------------------ | ------------------------------ |
| Джерело: Weatherbase           |                                |                                |                                |                                |                                |                                |                                |                                |                                |                                |                                |                                |                                |